# Christian Schüle
Christian Schüle (* August 1970 in Friedrichshafen) ist ein deutscher Schriftsteller und Essayist.
Schüle wuchs in einem mittelständischen Haushalt auf, sein Vater war Inhaber einer Versicherungsagentur, seine Mutter Hausfrau. Er hat eine jüngere Schwester. Ab 1980 lebte er in Wangen im Allgäu.
Schüle studierte Philosophie, Soziologie, Politische Wissenschaften und Theologie in München und Wien. Bis 2005 war er Redakteur im Ressort Dossier der Wochenzeitung Die Zeit. Seitdem ist er als freier Autor tätig, unter anderem weiterhin für die Zeit. Seit April 2015 lehrt er im Fachbereich Kulturwissenschaft an der Universität der Künste in Berlin.

## Veröffentlichungen (Auswahl)
- Türkeireise. Von unerhörten Begegnungen, erfüllten Sehnsüchten und der Suche nach Europa. München 2006.
- Mit Isadora Tast: Mother India. Searching for a place. peperoni books, Berlin 2009.
- Die Bibel irrt. Die sieben großen Mythen auf dem Prüfstand. Reinbek bei Hamburg 2010.
- Das Ende unserer Tage. Roman. Stuttgart 2012.
- Wie wir sterben lernen. Ein Essay. München 2013.
- Was ist Gerechtigkeit heute? Eine Abrechnung. München 2015.
- Heimat. Ein Phantomschmerz. München 2017.
- In der Kampfzone: Deutschland zwischen Panik, Größenwahn und Selbstverzwergung. Penguin, München 2019, ISBN 978-3-328-60080-0.[5]
- Vom Glück, unterwegs zu sein. Warum wir das Reisen lieben und brauchen. Siedler, München 2022, ISBN 978-3-8275-0157-8.